# Weaver (Alabama)
Weaver es una ciudad ubicada en el condado de Calhoun en el estado estadounidense de Alabama. En el año 2000 tenía una población de 2619 habitantes y una densidad poblacional de 379,6 personas por km².

## Demografía
En el 2000 la renta per cápita promedia del hogar era de $36,573, y el ingreso promedio para una familia era de $42,917. El ingreso per cápita para la localidad era de $19,182. Los hombres tenían un ingreso per cápita de $33,100 contra $18,547 para las mujeres.

## Geografía
Weaver se encuentra ubicada en las coordenadas 33°45′20″N 85°48′30″O / 33.75556, -85.80833. Según la Oficina del Censo, la localidad tiene un área total de 18,38 km² (7,1 mi²), de la cual 18,38 km² (7,1 mi²) es tierra y 0 km² (0 mi²) (0%) es agua.